# Simulium mediocoloratum
Simulium mediocoloratum es una especie de insecto del género Simulium, familia Simuliidae, orden Diptera.
Fue descrita científicamente por Takaoka, 2006.